# Ahmet Zogu

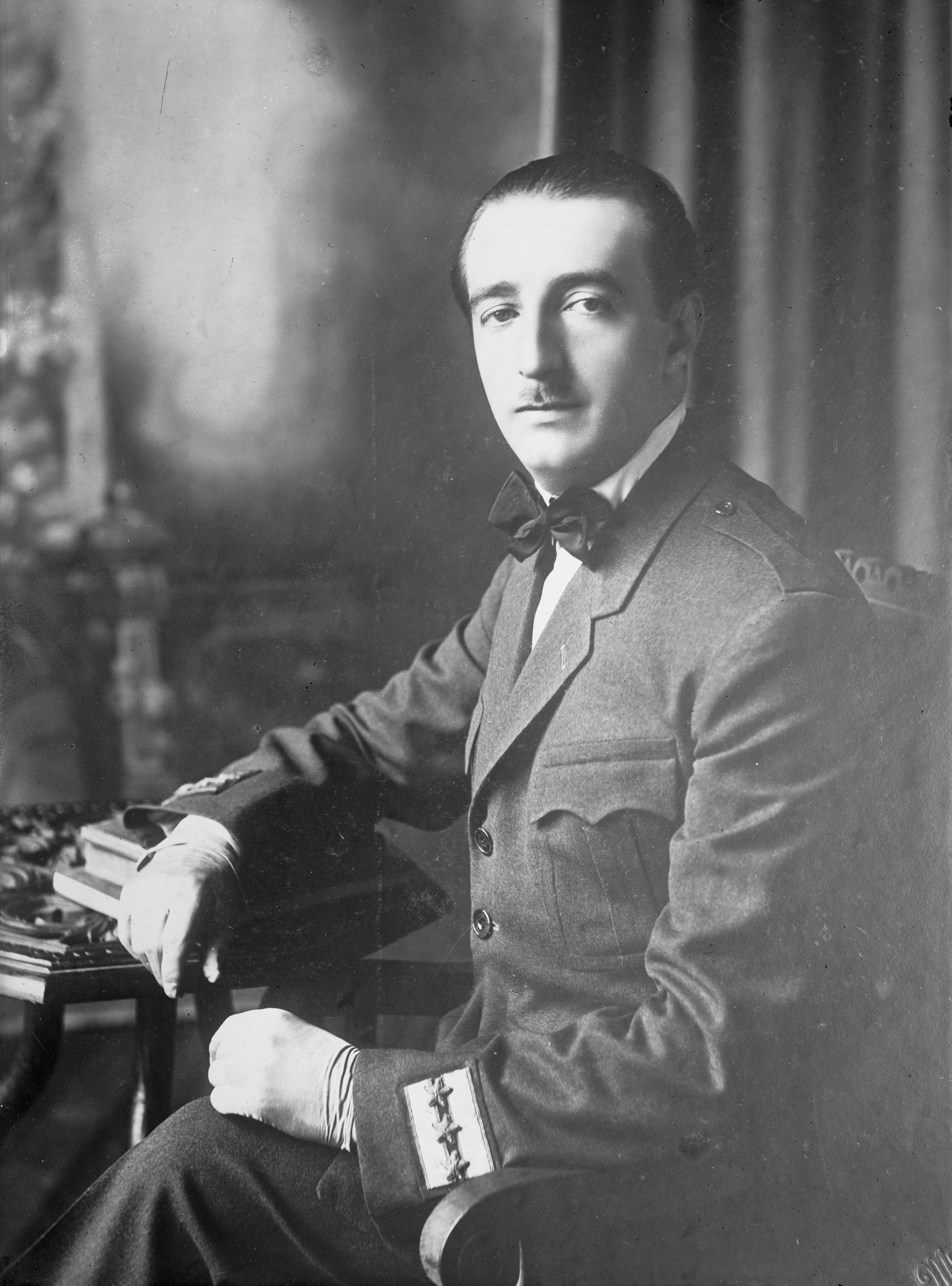
Ahmet Zogu (Porträtfoto, unbekanntes Datum)

Ahmet Zogu, in deutschsprachiger Literatur zumeist Achmed (englisch auch Ahmed; * 8. Oktober 1895 als Ahmet Muhtar Bej Zogolli in Burgajet, Mat; † 9. April 1961 in Suresnes, Frankreich), war von 1925 bis 1928 Präsident Albaniens und von 1928 bis 1939 als Zogu I. (albanisch offiziell Nalt Madhnija e Tij Zogu I, Mbreti i Shqiptarëve) König der Albaner.

## Werdegang

### Herkunft
Ahmet Zogu wurde in der elterlichen Festung Burgajet in der Region Mat im hügeligen albanischen Hinterland in einer stark traditionellen, muslimischen Gesellschaft geboren. Sein Vater Xhemal Pascha Zogu war ein lokaler Feudalherr (Bajraktar) aus dem Haus Zogu, das seit dem späten 15. Jahrhundert für die osmanischen Sultane die erblichen Gouverneure von Mat stellte. Seine Mutter Sadije Toptani, die zweite Frau Zogus, stammte aus der Familie des Großgrundbesitzers Essad Pascha Toptani, den der Journalist Joseph Swire als „skrupellosen politischen Abenteurer“ beschrieb und der 1920 von Avni Rustemi ermordet wurde. Ahmed war nicht erstgeborener, aber immer der bevorzugte Sohn im Haus – Erstgeborener war sein Halbbruder Xhelal Bey Zogu. Schon als kleiner Junge wurde er zur Ausbildung nach Istanbul geschickt, wo er das Galatasaray-Gymnasium besuchte. Als sein Vater 1911 starb, kehrte er zurück nach Albanien, um dessen Nachfolge zu übernehmen.

### Steile politische Karriere
Während des Ersten Weltkriegs versuchte Zogu, seinen Machtbereich über Mat auszudehnen, indem er die chaotischen Zustände nutzte. Dank der Tatsache, dass er zusammen mit bewaffneten Gefolgsleuten aus Mat zur richtigen Zeit im noch unbesetzten Durrës auftauchte, gelang es ihm, politisch Einfluss zu nehmen. So hatte er im Februar 1916 eine führende Position in der provisorischen Nationalversammlung, zu der sich einige Albaner vereinigten (siehe Fürstentum Albanien). Diese albanische Unabhängigkeitsbewegung war nicht im Interesse des neuen Besatzers Nord- und Mittelalbaniens, Österreich-Ungarns. Hingegen wollten sie Zogu als ihren Verbündeten haben und erklärten ihn zu einem Obersten ihrer k. u. k. Armee. Er kommandierte wenig erfolgreich kleine Verbände und wurde in der Folge nach Wien geschickt und dort bis Kriegsende festgehalten.
Beim Kongress von Lushnja im Januar 1920, als die Albaner begannen, ihr Land wieder selbstständig zu regieren, war auch Zogu dabei. In der in Lushnja gewählten Regierung unter Sulejman Bej Delvina erhielt der junge Zogu den Posten des Innenministers. In dieser Position erlangte er rasch Einfluss. In kurzer Abfolge kam es zu rechtmäßigen und unrechtmäßigen Regierungswechseln, wobei auch Zogu mit Waffengewalt seinen Machtkreis erweiterte. Wiederholt konnten Zogu und seine treue Gefolgschaft aus Mat auch Aufstände abwehren, wie beispielsweise 1922 einen von Bajram Curri. Am 26. Dezember 1922 wurde Zogu siebter Ministerpräsident Albaniens seit dem Kongress von Lushnja.
Obwohl Zogu sich verhältnismäßig lange in diesem Amt halten konnte, war er nicht unumstritten. Am 23. Februar 1923 wurde er im Parlament angeschossen, aber nicht lebensgefährlich verletzt. Neuer Ministerpräsident wurde der Vater seiner Verlobten, der Großgrundbesitzer Shefqet Vërlaci. Ein vereinter Aufstand der Opposition im Frühjahr 1924 war erfolgreich: Zogu flüchtete aus dem Land ins benachbarte Königreich der Serben, Kroaten und Slowenen und Fan Noli wurde neuer Ministerpräsident. Im Dezember 1924 war Zogu aber bereits wieder zurück in Tirana. Mit jugoslawischer Unterstützung hatte er eine große Armee zusammengestellt. Dafür versprach er ihnen ein kleines Stück albanisches Land, das Kloster Sveti Naum (albanisch Shën Naum) am Ohridsee. Die meisten Oppositionellen verließen das Land.

### Präsident

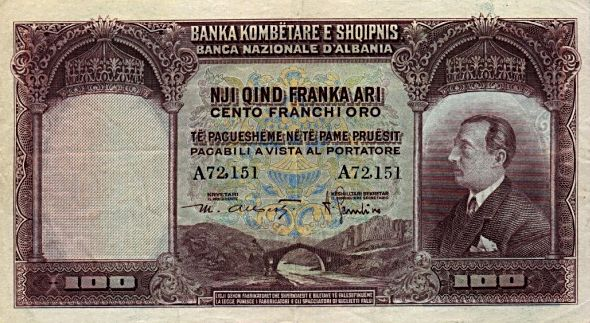
Präsident Ahmet Zogu auf einer zeitgenössischen albanischen 100-Goldfranken-Banknote von 1926

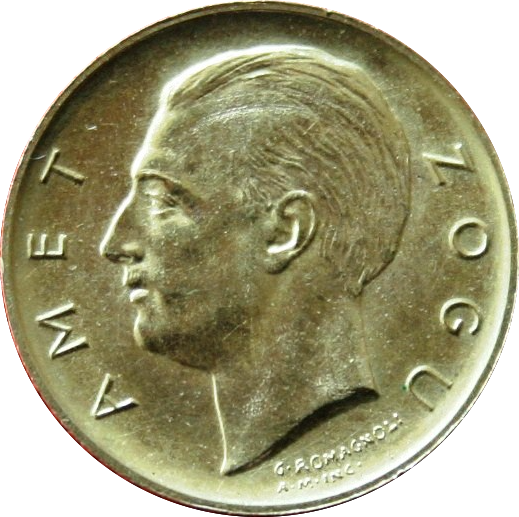
Goldmünze aus 1927 mit dem Konterfei von Ahmet Zogu

Am 21. Januar 1925 ließ Zogu Albanien vom Parlament zur Republik nach amerikanischem Vorbild erklären. Am 31. Januar 1925 wurde er zum Präsidenten gewählt. Eine parlamentarische Opposition ließ Zogu nicht zu. Die Willfährigkeit der gesetzgebenden Versammlung stellte er durch seine weitreichenden Klientelbeziehungen sowie die Androhung und Ausübung von Gewalt sicher. Gegner Zogus versuchten jedoch mehrfach, ihn durch Mordanschläge zu beseitigen, außerdem hatten ihm hunderte Albaner Blutfehde geschworen, deren Familienmitglieder vermeintlich oder tatsächlich durch Zogu und seine Gefolgschaft ermordet worden waren.
Die Macht, die die neue Verfassung Zogu einräumte, war sehr weitläufig. Trotz allem war es ihm nicht einfach, die großen Probleme des sehr rückständigen Landes zu lösen. Vor allem fehlten dem Staat die notwendigen Finanzen, um notwendige Reformen durchzuführen und Staatsapparat und Militär aufrechtzuerhalten. Zogu musste sich immer wieder die Loyalität von regionalen Stammesführern und Beys erkaufen. Seine Herrschaft stützte er vor allem auf Bündnisse mit lokalen Feudalherren. Deshalb scheute er davor zurück, ein Steuersystem einzuführen, das den großen Grundbesitz angemessen an der Finanzierung des Staates beteiligt hätte. Weil aber Grundsteuern die einzige Möglichkeit für den Staat gewesen wären, nennenswerte Einnahmen zu erzielen, hatte die albanische Regierung unter Zogu fast keine eigenen Einkünfte und der Finanzbedarf musste über Kredite im Ausland gedeckt werden, was zu politischer Abhängigkeit führte. Es gelang Zogu zumindest, langsam das „Gefühl einer albanischen Nation“ in den Albanern zu wecken, für die zuvor meist nur der eigene Clan von Bedeutung gewesen war.
Um nicht in die Abhängigkeit von einem einzigen, nicht immer freundlich gesinnten Staat zu gelangen, wandte sich Zogu von Jugoslawien ab und suchte im von Viktor Emanuel III. bzw. Benito Mussolini geführten Königreich Italien Unterstützung. In den Jahren 1926 und 1927 erkauften sich die Italiener im Ersten und Zweiten Tiranapakt großen Einfluss auf der anderen Seite der Adria.
Im Mai 1927 wurde als wichtigstes Infrastrukturprojekt die nach ihm benannte Brücke Ura e Zogut über den Mat eröffnet, womit eine durchgehende Straßenverbindung nach Nordalbanien bestand.

### König der Albaner

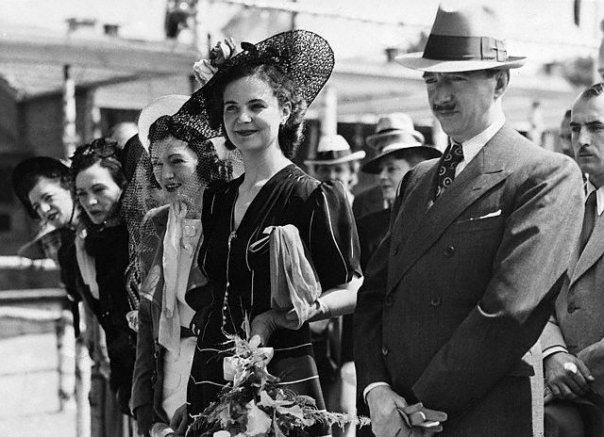
Ahmet Zogu mit Frau Geraldine und Familie, Jahr unbekannt

Am 1. September 1928 krönte sich Zogu zum König der Albaner und erklärte das Land zu einer konstitutionellen Monarchie. Um seinen Machtanspruch begründen zu können, erklärte er sich zum Nachkommen des Nationalhelden Skanderbeg.

Königliches Monogramm

Zogus Regime brachte Albanien eine gewisse Stabilität und einen mit italienischem Investitionskapital erkauften kleinen Wirtschaftsaufschwung. Mit italienischer Unterstützung wurden die Armee und der Behördenapparat aufgebaut, Straßen und Brücken errichtet und erste Sümpfe trockengelegt. Das kleine und junge Albanien gelangte aber so immer mehr in die finanzielle und wirtschaftliche Abhängigkeit Italiens. Dessen Diktator Benito Mussolini zielte darauf ab, seinen Einfluss auf dem Balkan auszuweiten (siehe Irredentismus). Zogus Versuche, sich allmählich wieder von Italien zu lösen und sich andere Partner zu suchen, stießen in Westeuropa auf wenig Unterstützung.

„Je geringer der politische Spielraum Zogus war, desto mehr versuchte er, durch Pomp und Propaganda den Anschein uneingeschränkter und ungefährdeter Eigenständigkeit zu wahren und jede Besorgnis zu übertönen.“

Innenpolitisch setzte Zogu seit dem Beginn seiner Herrschaft auf Repression. Es gab keine freie Presse und keine Parteien. Während seiner Regentschaft als König füllten sich die neu eingerichteten Gefängnisse mit politischen Gegnern. Der auf der Burg in Gjirokastra von den italienischen und deutschen Besatzern sowie später dem kommunistischen Regime weiter betriebene Kerker des Zogu-Regimes ist heute als Museum eingerichtet. Dort wird auch an die Opfer der ersten albanischen Diktatur erinnert.
Am 20. Februar 1931 verübten zwei im Exil lebende Albaner auf der Rampe vor der Wiener Staatsoper ein Revolverattentat auf Zogu; er blieb unverletzt, sein Adjutant aber erlag einem Kopfschuss.
Am 27. April 1938 heiratete Zogu die verarmte ungarisch-amerikanische Gräfin Geraldine Apponyi. Zuvor hatte er jahrelang eine Affäre mit Franziska Janko, einer sich als Baronin ausgebenden Tochter eines Wiener Gärtners und spätere Baronin Franziska von Buttlar.
Am 5. April 1939 gebar Königin Geraldine einen Sohn, Leka I. Am 7. April fielen italienische Truppen in Albanien ein, nachdem Zogu zuvor italienische Forderungen abgelehnt hatte, die für einen souveränen Staat unzumutbar waren. Albanien wurde von italienischen Truppen besetzt, zum italienischen Protektorat erklärt und in Personalunion von König Viktor Emanuel III. regiert. Zogu und seine Familie flohen nach Griechenland.

### Exil und Tod

Ehemaliges Grab von König Zogu I. im Cimetière parisien in Thiais bei Paris

Die folgenden Jahre verbrachte die Familie in Großbritannien und Ägypten. Zogu machte deutlich, dass er nach wie vor rechtmäßiges Staatsoberhaupt Albaniens sei. Nach dem Zweiten Weltkrieg kamen die Kommunisten unter Enver Hoxha an die Macht. Am 2. Januar 1946 legte Zogu sein Amt nieder, erhob aber nach wie vor Anspruch auf den Thron.
Nach Aufenthalten in Großbritannien und Ägypten starb er 1961 in Frankreich an Magenkrebs und wurde auf dem Cimetière parisien in Thiais bei Paris beigesetzt.
Versuche, in Albanien Revolutionen anzustiften, blieben erfolglos. Nach der politischen Wende von 1991 gab es Bestrebungen, die Monarchie unter Führung seines Sohns Leka wiedereinzuführen, wogegen sich das albanische Volk in einem Referendum 1997 aussprach.
Am 16. November 2012 wurden die sterblichen Überreste Ahmet Zogus von Paris nach Tirana gebracht. Die erneute Beisetzung fand am 17. November unter der Anwesenheit von hohen politischen Funktionären und vielen Nachkommen der Familie Zogu statt. Der neue Sarg ist nun im neuen Mausoleum der Zogus in der Nähe des ehemaligen Königspalastes in Tirana beigesetzt. Die Beisetzungszeremonie wurde unter anderem vom Staatsoberhaupt Bujar Nishani, den Ministerpräsidenten Sali Berisha, der Parlamentspräsidentin Jozefina Topalli, dem Bürgermeister von Tirana, Lulzim Basha, dem stellvertretenden Ministerpräsidenten Ungarns, Zsolt Semjén, der kosovarischen Staatspräsidentin, Atifete Jahjaga, und vielen anderen begleitet.